# Korg Mono/Poly
Le Korg Mono/Poly est un synthétiseur de type analogique fabriqué par la société japonaise Korg entre 1981 et 1984.
Unicord, le distributeur de Korg aux États-Unis, souhaitait un instrument capable de concurrencer le marché des claviers polyphoniques alors en pleine expansion, tout en jouant la carte des prix bas. Une première tentative est donc le Mono/Poly qui, comme son nom le précise pouvait soit générer 4 notes simultanément, soit 1 seule mais avec les 4 oscillateurs en même temps. Ce synthétiseur n'eut pas un très bon accueil, certainement du fait qu'il n'était pas totalement polyphonique, tous les oscillateurs partageaient un unique filtre et un seul amplificateur. Pourtant le Mono/Poly est recherché à l'heure actuelle car son excellent arpégiateur et ses oscillateurs désynchronisables le rend parfaitement adapté aux musiques électroniques. Korg renouera avec le succès aux États-Unis grâce au Polysix.

## Caractéristiques
- Polyphonie : 4
- Multitimbralité : 1
- Oscillateurs : 4 VCO empilables pour le mode mono (circuits SSM 2033)
- Filtre: 24 dB par octave avec enveloppe ADSR (circuit SSM 2044)
- Amplitude : enveloppe ADSR
- LFO :	2 (indépendants)
- Mémoires : aucune sauvegarde
- Contrôles externes : CV Gate + CV filtre + S-Trig
- 1 arpégiateur (avec trigger in)
- Quantité fabriquée : 10 000 exemplaires.

## Utilisateurs du Mono/Poly
- Depeche Mode
- Hardfloor
- Tangerine Dream
- The Orb
- 808 State
- Juno Reactor
- The Chemical Brothers
- Laurent Boudic
- Arnaud Rebotini